# Blutsperre
Eine Blutsperre ist eine mechanische Vorrichtung, mit der bei operativen Eingriffen an den Extremitäten (Gliedmaßen) die Blutversorgung des jeweiligen Armes oder Beines verhindert wird.

## Anwendung
Für die Anwendung einer Blutsperre gibt es zwei wesentliche Gründe:

1. Verhinderung von Blutverlust: Die Versorgung komplizierter Knochenbrüche oder schwierige Weichteileingriffe wie Entfernung größerer Tumoren können zu flächenhaften Blutungen führen, die den Patienten gefährden. Eine korrekte Blutstillung ist zu Beginn des Eingriffs nicht möglich oder so langwierig, dass der zwischenzeitliche Blutverlust nicht zu tolerieren ist.
2. Freihaltung des Operationsgebietes: Andauernde kleine Blutungen, die sich lokal nicht mit vernünftigem Aufwand stillen lassen, führen zu einem unübersichtlichen Operationsgebiet und somit zur Gefährdung wichtiger Strukturen wie zum Beispiel von Nerven.

## Durchführung
Möglichst nah am Körperstamm wird um die betroffene Extremität eine aufblasbare Manschette ähnlich der Manschette eines Blutdruckmessgerätes angelegt und mit einem Druck aufgepumpt, der deutlich höher liegt als der arterielle systolische Blutdruck des Patienten. Da ein sicherer Verschluss der zuführenden Arterien erst erreicht werden kann, wenn der angelegte Druck an der Arterie den systolischen Blutdruck überschreitet, muss der Manschettendruck so gewählt werden, dass auch die Druckaufnahme des Weichteilmantels (Haut, Unterhautfettgewebe, Muskulatur) mit berücksichtigt werden. Eine effektive Blutsperre wird bei Patienten mit normalem Blutdruck (RR ≤ 150 mmHg) am Arm bei etwa 270 mmHg und am Bein bei etwa 400 mmHg erreicht.

## Blutleere
In Situationen, in denen das Operationsfeld besonders genau eingesehen werden muss (beispielsweise Operationen an den Nerven der Hand), kann sich das in der Extremität befindliche, nach und nach austretende Restblut im Operationsfeld störend bemerkbar machen. In solchen Fällen wird das Blut aus der Extremität vor Schließen der Blutsperre durch Auswickeln, beispielsweise mit Hilfe einer Esmarch-Binde, entfernt. In dieser, als (künstliche) Blutleere bezeichneten, 1873 von Friedrich von Esmarch eingeführten Weise wird auch zur Anlage einer intravenösen Regionalanästhesie vorgegangen.

## Risiken
Die Manschette der Blutsperre muss absolut glatt um die Extremität gelegt werden, damit der Druck möglichst gleichmäßig aufgebaut wird. Falten erzeugen Druckstellen, die sich später als Spannungsblasen oder Hautnekrosen äußern können.
Bei entsprechender Disposition kann eine Blutsperre eine Thrombose mit den nachfolgenden Risiken einer Lungenembolie oder eines postthrombotischen Syndroms auslösen.
Patienten mit einer peripheren arteriellen Verschlusskrankheit sind durch Ablösung von Plaques dem Risiko einer Embolie ausgesetzt.